# Susse Georg
Susanne (Susse) Georg (født 09.11.1952) er professor ved Institut for Planlægning ved Aalborg Universitet (AAU) i København. Hendes forskningsområde er økonomisk sociologi og bæredygtig omstilling.  

## Uddannelse og karriere
Susanne (Susse) Georg har en bachelor i fysik fra The American University, Washington, D.C. og en kandidat i regional geografi ved Københavns Universitet (1983). Hun har modtaget sin Ph.d. i miljøpolitik og -økonomi fra Copenhagen Business School (1992).

Tidligere har hun været gymnasielærer (1983-1985), konsulent for Teknologinævnet (1989) og hhv. adjunkt, lektor og forskningsprofessor ved Copenhagen Business School (CBS) (1989-2012).

Hun har været leder for Institut for Organisation ved CBS (2003-2008), bestyrelsesformand for the Scandinavian Consortium for Organizational Research, SCANCOR, Stanford University (2004-2012), særlig sagkyndig i Miljøøkonomisk Råd (2007-2013), akademisk meddirektør for bæredygtige platforme ved CBS (2011-2012) og leder af forskningssektionen ”Sustainable Transitions” ved AAU (2014-2016). På nuværende tidspunkt er hun medlem af European Group of Organizational Studies (EGOS) og redaktionskomitéen for Business Strategy and the Environment (1995-).

## Publikationer

### Bøger
- Hoffman, A. & Georg, S. 2018. Research on Business and the Natural Environment: An Overview of the Field. London: Routledge.
- Fincham, R., S. Georg & E.H. Nielsen (eds.), 2005. Sustainable Development and the University: New Strategies for research, teaching and practice. Brevitas: Howick, South Africa.
- Georg, S.: Når løsningen bliver problemet — miljøregulering i et økonomisk perspektiv, 1993.København: Samfundslitteratur.

### Andre udvalgte publikationer
- Niero, M., Jensen, C., Fratini, C.F., Dorland, J., Jørgensen, M. S., & Georg, S. 2021. Is Life Cycle Assessment enough to address unintended side effects from Circular Economy initiatives? Journal of Industrial Ecology DOI: 10.1111/jiec.13134
- Fratini, C.F., Georg, S. & Jørgensen, M. S. (2019). Exploring circular economy imaginaries in European cities: A research agenda for the governance of urban sustainability transitions. Journal of Cleaner Production, 228: 974-989.
- Stang Våland, M. & Georg, S. (2018). Spacing identity : Unfolding social and spatial-material entanglements of identity performance. Scandinavian Journal of Management, 34(2): 193-204.
- Georg, S. & L. Justesen (2017). “Counting to zero – Accounting for a green building”, Accounting, Auditing and Accountability Journal, 30(5):1065-1081.
- Bjørn, A., Bey, N., Georg, S., Røpke, I., & Hauschild, M. Z. (2017). Is Earth recognized as a finite system in corporate responsibility reporting? Journal of Cleaner Production. doi:10.1016/j.jclepro.2015.12.095